# Panesthia papuensis
Panesthia papuensis es una especie de cucaracha del género Panesthia, familia Blaberidae.

## Distribución
Esta especie se encuentra en Papúa Nueva Guinea.